# Thierhof
Thierhof ist ein Gemeindeteil der Gemeinde Haundorf im Landkreis Weißenburg-Gunzenhausen (Mittelfranken, Bayern). Thierhof liegt in der Gemarkung Obererlbach.

## Lage
Die Einöde liegt im Fränkischen Seenland, 3,5 km von Haundorf entfernt und ca. 9 km nordöstlich von Gunzenhausen. Direkt westlich beginnt das Waldgebiet Mönchswald. Am Ort liegt ein Weiher, durch den der im Mönchswald entspringende Saugraben fließt. Gemeindeverbindungswege verbinden Thierhof mit dem ca. 700 m entfernten Obererlbach.

## Geschichte
Im Topo-geographisch-statistisches Lexicon vom Königreiche Bayern von 1832 heißt es, Thierhof sei ein Weiler mit 2 Häusern und 16 Einwohnern.
Bis 1976 war Thierhof Teil der Gemeinde Obererlbach. Im Zuge der Gemeindegebietsreform wurden beide Orte nach Haundorf eingemeindet.